# Multiface

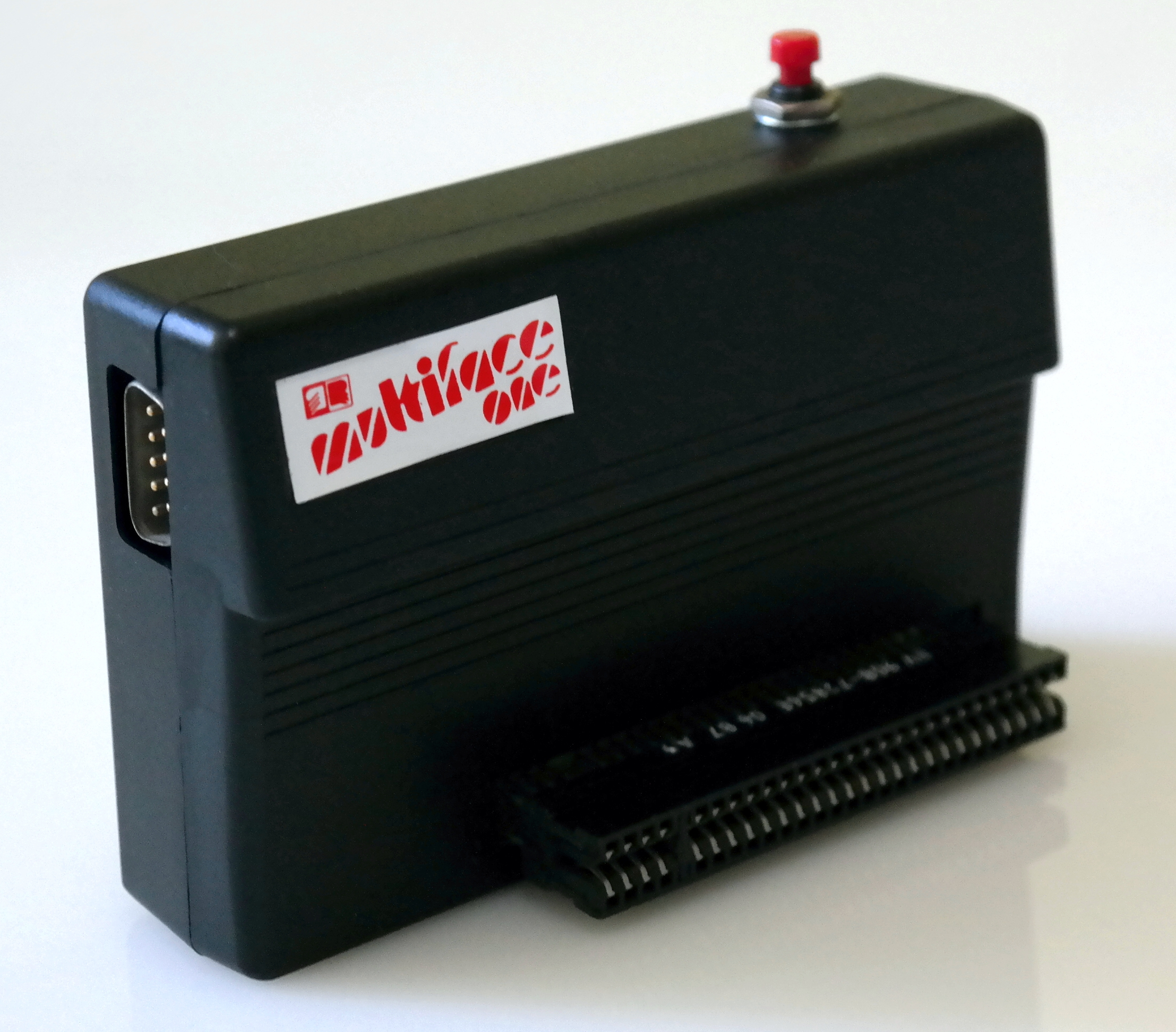
Multiface One

Le Multiface sono una serie di periferiche prodotte a partire dal 1986 dall'azienda britannica Romantic Robot per gli home computer ZX Spectrum, Amstrad CPC e Atari ST. Sono cartucce di utilità varia, principalmente permettono tramite un pulsante di effettuare dump della RAM del computer per salvare stati, copiare programmi e inserire POKE.
- Multiface 1 o Multiface One (1986) per ZX Spectrum 48k
- Multiface 128 (1986) per ZX Spectrum 128k
- Multiface 2 o Multiface Two (1987) per Amstrad CPC
- Multiface +3 o Multiface 3 (1987) per ZX Spectrum +3, +2A e +2B
- Multiface II+ (1988) per Amstrad CPC
- Multiface ST (1989) per Atari ST